# Offerman Building
El Offerman Building es un edificio histórico de estilo neorrománico en el Downtown de Brooklyn, Nueva York (Estados Unidos). El edificio tiene ocho pisos, mide 27 metros de altura y fue inaugurado en 1891. En 2005 fue declarado Monumento Histórico de Nueva York.

## Historia
Fue encargado por el magnate azucarero Henry Offerman, quien lo concibió una tienda por departamentos. Con tal fin trató al arquitecto danés Peter J. Lauritzen del estudio de arquitectura Lauritzen & Voss. Fue construido originalmente para albergar los grandes almacenes S. Wechsler & Brothers. Fue inaugurado en 1893 y desde entonces albergó varias tiendas. En 2017 se convirtió en un complejo residencial de 121 unidades.